# Park Narodowy Manovo-Gounda St. Floris
Park Narodowy Manovo-Gounda St. Floris (fr. Parc national du Manovo-Gounda St. Floris) - park narodowy w północno-wschodniej części Republiki Środkowoafrykańskiej, od 1988 roku wpisany na listę światowego dziedzictwa UNESCO.
Park jest siedliskiem wielu gatunków roślin i zwierząt. Zaliczają się do nich nosorożce czarne, słonie afrykańskie, gepardy, lamparty, likaony, gazele rudoczelne i bawoły afrykańskie.
Od 1997 roku park uznawany jest przez organizację UNESCO za dziedzictwo zagrożone ze względu na wyginięcie około 80% żyjących zwierząt na skutek kłusownictwa (często przy użyciu ciężkiej broni automatycznej) i nielegalnego wypasu zwierząt.
Z pomocą Unii Europejskiej podjęto próby ograniczenia kłusownictwa przez stworzenie stref polowań w okolicach parku. Okazało się to jednak nieskuteczne, ponieważ obszary te leżą po południowej i południowo-zachodniej stronie parku, podczas gdy większość kłusowników przybywa z terenów Czadu i Sudanu. W 2005 roku na podstawie przeprowadzonych z powietrza szacunków liczebności zwierząt stwierdzono, że w wielu miejscach w strefach polowań żyje więcej zwierząt niż w samym parku.